# Parabola dei due debitori

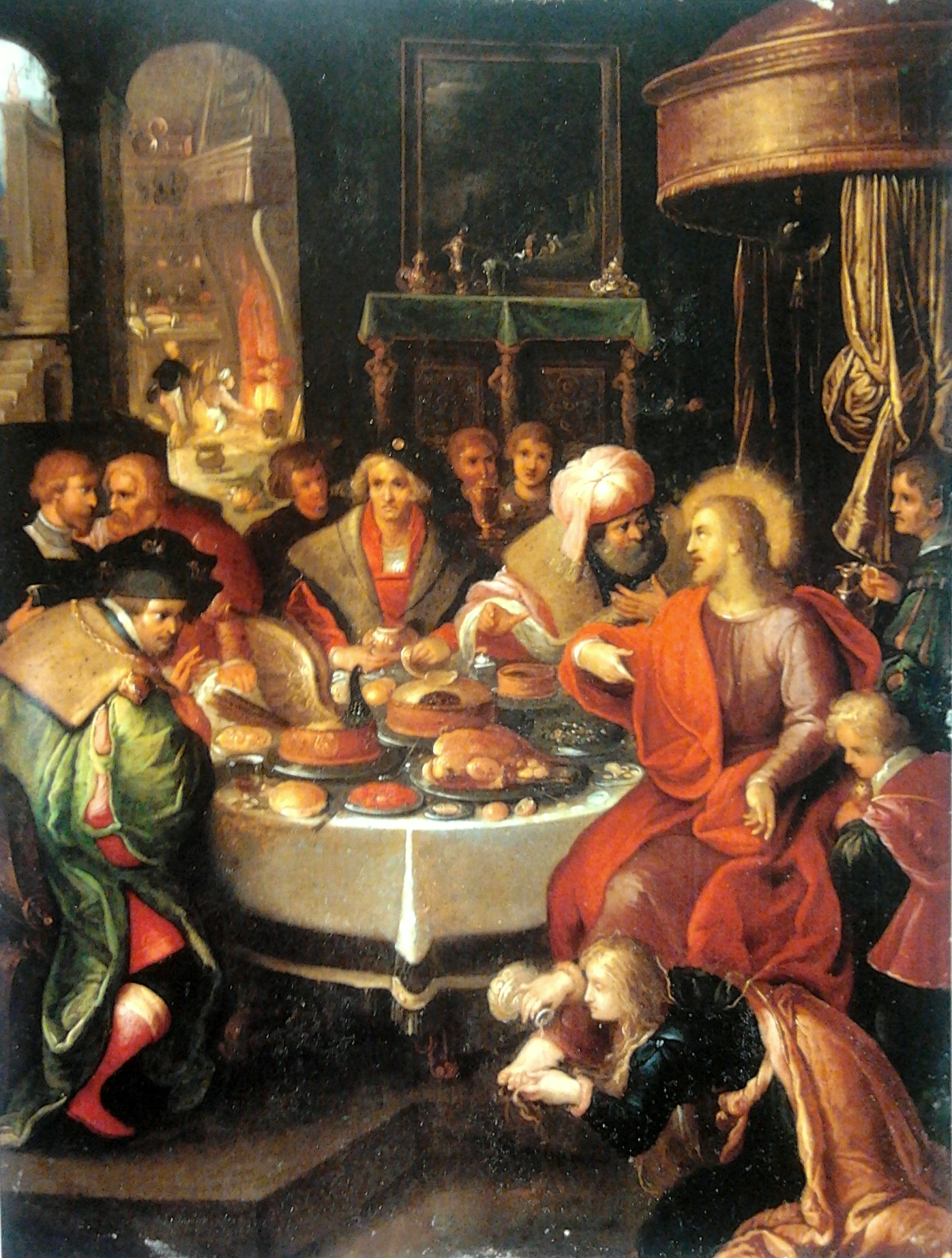
Festa in casa di Simone di Francis Francken il Giovane.

La parabola dei due debitori è una parabola di Gesù, narrata nel Vangelo secondo Luca 7,36-50 con la quale Gesù spiega che la donna che lo ha unto lo ama più del suo prossimo, perché ella è stata perdonata del suo peccato più grande.
Un'unzione simile si ritrova anche in 26,6-13 e in 14,3-9 ma può non riferirsi al medesimo evento, e questa parabola non va confusa con la parabola del servo senza pietà, dove un re perdona il suo servitore ed il servitore a sua volta non è in grado di mostrare la medesima riconoscenza per un debito minore.

## La parabola
La parabola viene raccontata in risposta alla reazione del padrone di casa di cui Gesù è ospite, Simone (talvolta detto Simone il Lebbroso, un fariseo):
Il denario in questa parabola è inteso come la paga giornaliera di un lavoratore. Nella tradizione cattolica, la donna è identificata con Maria Maddalena, anche se le chiese ortodosse e protestanti non sono concorde con questa interpretazione del testo. Per gli standard del tempo, Simone il Fariseo era stato un pessimo ospite per gli invitati alla sua cena in quanto non aveva fornito loro nemmen dell'acqua così che Gesù potesse lavarsi i piedi né lo aveva baciato come si faceva nel saluto ordinario.

## Interpretazione

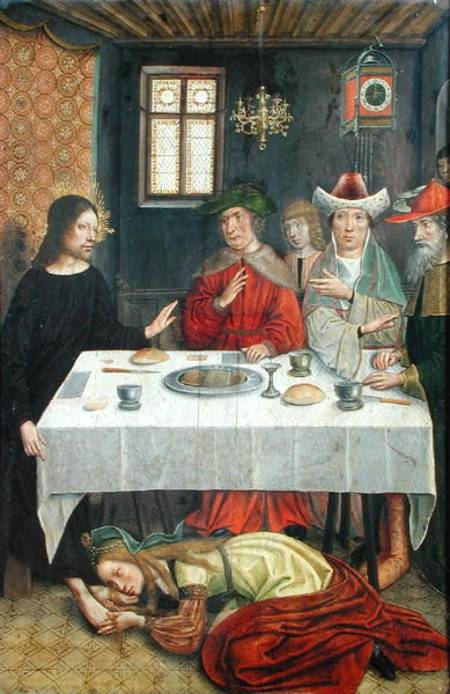
La cena in casa di Simone il Fariseo, XV secolo.

La parabola non sembra essere un attacco ai farisei, ma piuttosto un modo per invitare Simone a vedere la donna presente come Gesù la vede. Il metodo che Gesù usa è dialettico. Questa tipologia di approccio nella discussione, costringe ad un certo punto Simone ad abbandonare il suo preconcetto ed a riformulare il suo assunto alla luce di una nuova prospettiva, quella di Gesù. “Gesù coglie Simone in fallo ponendogli una domanda alla quale non può sbagliare, che lo costringe a rispondere secondo il suo punto di vista.” La descrizione della donna suggerisce il fatto che ella fosse una nota prostituta, anche se il suo ruolo è stato discusso dai commentatori del vangelo. Se era una prostituta, la sua presenza avrebbe infatti compromesso la purità rituale del fariseo. Joel B. Green annota che "sarebbe stato facile scacciare una persona di così dubbia moralità [...] ma non altrettanto guardare in faccia alla realtà" di una donna costretta a vendere la sua vita per difficoltà economiche o costretta a prostituirsi per schiavitù.
Proclamando il perdono per la donna, già datole quindi a Gesù in un precedente incontro, Gesù invita Simone a realizzare la sua nuova identità e ad "abbracciarla nella comunità del popolo di Dio." Barbara Reid scrisse a tal proposito:
Rispondendo ad un pensiero non esplicitato di Simone, Gesù dimostra le proprie abilità profetiche di cui il fariseo dubita in cuor suo, mentre la parabola lo invita a "riconsiderare il significato dell'azione di questa donna - non il pagamento di un debito [...] ma piuttosto l'espressione di amore che fluisce dalla libertà di vedersi cancellati tutti i propri debiti." Giovanni Calvino scrisse riguardo alle parole pronunciate da Gesù in questo contesto:
Sant'Ambrogio, ad ogni modo, rende l'amore della donna la condizione principale per il suo perdono:

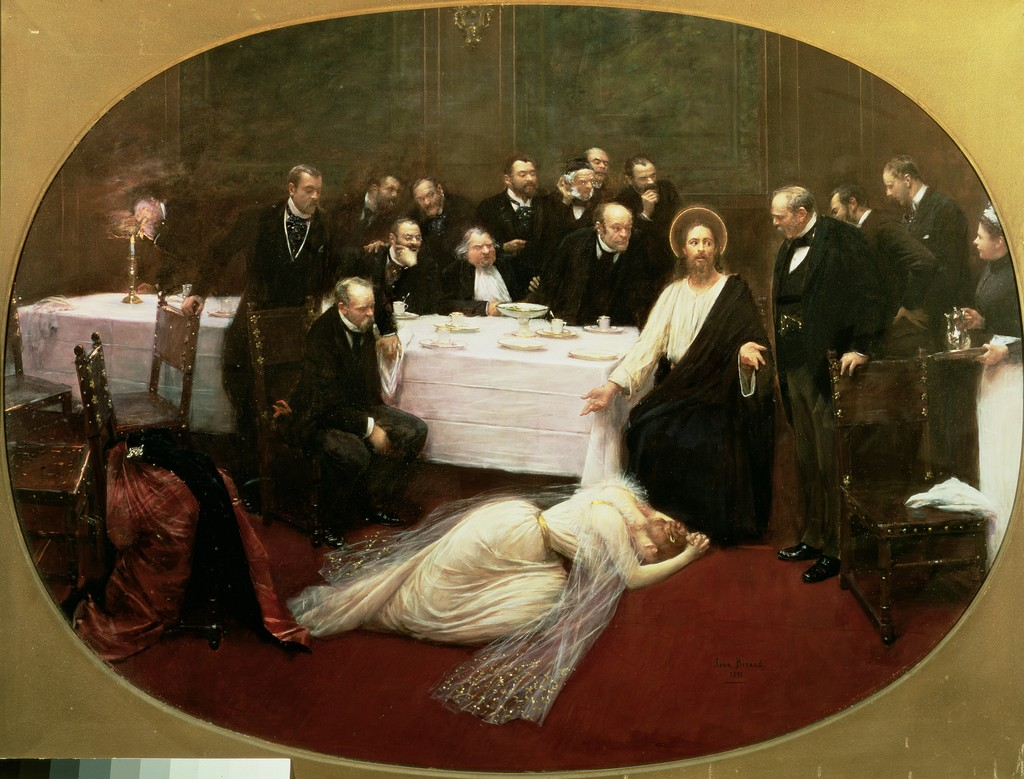
Santa Maria Maddalena nella casa di Simone il Fariseo, Jean Béraud, 1891.

L'interpretazione di Calvino è però meglio supportata dalla natura della parabola nel testo greco, nel quale "perché ella ha tanto amato" può essere letta sia come il risultato che come la causa di "i suoi molti peccati le sono stati perdonati." In molte traduzioni moderne, sia protestanti che cattoliche, il verso 47, e.g.:
(CEI)
(New American Bible)
C.S. Lewis fa il punto della situazione: "essere cristiano significa perdonare l'inescusabile perché Dio ha perdonato l'inescusabile in te."

## Rappresentazioni artistiche
Mentre la parabola è stata poche volte rappresentata in campo artistico, l'episodio dell'unzione ha avuto più successo con esempi mirabili nelle opere di Sandro Botticelli, Antonio Campi, Dirk Bouts, Onofrio Avellino, Cigoli, Nicolas Poussin, Bernardo Strozzi e Peter Paul Rubens tra gli altri. In alcuni dipinti, il giallo dei vestiti denota la professione della donna come prostituta. Nell'arte religiosa armena, questo episodio dell'unzione è distinto dagli altri del vangelo. Il dipinto del 1891 di Jean Béraud ha riportato l'episodio al XIX secolo, con la prostituta rappresentata con le fattezze della nota cortigiana Liane de Pougy, che divenne in seguito terziaria domenicana.
La parabola è inclusa nelle rappresentazioni teatrali dei "misteri" medievali e successive ascrivendola a Maria Maddalena, come nella rappresentazione di Lewis Wager del 1550–1566.